# Aleksandr Moezyenko
Aleksandr Moezyenko (Omsk, 7 mei 1955) is een voormalig Sovjet-Russisch zeiler.
Moezyenko won samen met Valentin Mankin de gouden medaille tijdens de Olympische Zomerspelen 1980 in eigen land.

## Wereldkampioenschappen
| Jaar | Plaats         | Resultaten |
| ---- | -------------- | ---------- |
| 1977 | Kiel           | 5e star    |
| 1979 | Marstrand      | 8e star    |
| 1980 | Rio de Janeiro | 8e star    |
| 2000 | Annapolis      | 74e star   |
| 2003 | Cádiz          | 75e star   |
| 2004 | Gaeta          | 72e star   |
| 2006 | San Francisco  | 55e star   |
| 2007 | Cascais        | 60e star   |

## Olympische Zomerspelen
| Jaar | Plaats | Resultaten |
| ---- | ------ | ---------- |
| 1980 | Moskou | star       |